# Can't Forget About You
Can't Forget About You è il secondo singolo estratto da Hip Hop Is Dead, ottavo album del rapper statunitense Nas. Pubblicato nel 2007, il singolo vanta la collaborazione di Chrisette Michele, mentre will.i.am è il produttore del brano.

## Classifiche
| Classifica (2007)        | Posizione massima |
| ------------------------ | ----------------- |
| US Hot R&B/Hip-Hop Songs | 46                |